# Tenki no ko
Tenki no ko (jap. 天気の子) – japoński film animowany z 2019 roku w reżyserii Makoto Shinkaia, wyprodukowany przez studia animacyjne CoMix Wave Films oraz Story Inc. i dystrybuowany przez wytwórnię Tōhō.
Na podstawie filmu powstała adaptacja w formie light novel wydanej nakładem wydawnictwa Kadokawa Shoten pod imprintem Kadokawa Bunko oraz mangi ilustrowanej przez Watabi Kubotę, która ukazywała się na łamach magazynu „Afternoon” wydawnictwa Kōdansha.

## Fabuła
Licealista Hodaka Morishima ucieka z domu i przenosi się do Tokio. Podczas podróży prawie zostaje wyrzucony z promu po uderzeniu dziwnej ulewy. Jednak ratuje go Keisuke Suga, który daje Hodace swoją wizytówkę na wypadek, gdyby potrzebował pomocy. Chłopak początkowo próbuje sam znaleźć pracę, jednak ponieważ jest niepełnoletni, nikt nie zgadza się go zatrudnić. Pewnego dnia w szemranej dzielnicy przypadkowo znajduje pistolet, który uważa za atrapę. Innym razem w McDonald’s jedna z kelnerek podarowuje mu darmową kanapkę. W końcu Hodaka kontaktuje się z panem Sugą i zostaje zatrudniony jako asystent w małej firmie wydawniczej, w zamian za kieszonkowe, wikt i opierunek. W pracy Hodaka spotyka Natsumi, która bada miejskie legendy związane z niezwykle deszczową pogodą w Tokio. Niedługo później poznają legendę o pewnej dziewczynie, która może kontrolować pogodę.
Pewnego dnia Hodaka zauważa znajomą kelnerkę z McDonald’s, w towarzystwie podejrzanych typów, którzy nakłaniają ją do pracy dla nich. Podejrzewając ich o złe zamiary, postanawia ją uratować. Używa znalezionego pistoletu, który okazał się być prawdziwy, aby odstraszyć napastników i nastolatkowie uciekają do pobliskiego opuszczonego budynku. Następnie dziewczyna przedstawia się jako Hina, która ma 18 lat. W ramach podziękowania zabiera chłopaka na dach budynku, gdzie znajduje się zrujnowana świątynia szintoistyczna. Hina składa ręce do modlitwy i ku zdumieniu Hodaki, sprawia, że wychodzi słońce. Zainspirowany legendą, Hodaka odwiedza Hinę w jej domu i proponuje wspólne założenie firmy. Hina, jako Słoneczna Dziewczyna ma sprowadzać dobrą pogodę za pieniądze. Ich biznes staje się wielkim sukcesem i przyciągają wielu klientów, od przedszkolaków po korporacyjnych gigantów. Chłopak zaprzyjaźnia się z młodszym bratem Hiny, Nagim. Stopniowo uświadamia też sobie, że zakochał się w dziewczynie.
Szczęście nie trwa jednak długo, gdy okazuje się, że Hodaka jest poszukiwany przez policję za ucieczkę z domu i posiadanie broni. Pan Suga odsyła chłopaka do domu rodzinnego, gdyż sam stara się uzyskać prawo do opieki nad córką i obawia się kłopotów prawnych. Z kolei Hinie grozi opieka społeczna, gdyż po śmierci matki, ona i jej brat pozostają bez opieki osób dorosłych. Cała trójka postanawia uciec – szukają więc hotelu, którego personel zgodzi się ich przyjąć bez dowodu pełnoletności, uciekając przed policją i zimową pogodą w środku lata, w końcu znajdują nocleg w drogim hotelu. Spędzają tam ostatnie radosne chwile – przed snem Hina odsłania swoje ciało, pokazując Hodace, że robi się coraz bardziej przezroczysta. Jako dziecko pogody musi zostać złożona w ofierze, aby ustał wreszcie tajfun. Hodaka jest zrozpaczony i za wszelką cenę chce uratować Hinę. Wkłada jej na palec pierścionek – prezent na osiemnaste urodziny i obiecuje, że ją chroni.
Niestety następnego dnia po Hinie zostaje jedynie szlafrok, a na zewnątrz świeci piękne słońce. Policja odnajduje chłopców i zabiera ich na komendę. Hodaka znajduje w kałuży pierścionek Hiny, który spadł z nieba, a od policjantów dowiaduje się, że dziewczyna tak naprawdę ma dopiero 15 lat i nakłamała w CV, aby dostać pracę. Chłopakowi udaje się uciec z rąk policji i z pomocą Natsumi dociera do budynku ze świątynią szintoistyczną, na miejscu której czeka na niego pan Suga i próbuje przekonać Hodakę, by się poddał. Zjawia się też policja oraz Nagi, który pragnie pomóc ocalić siostrę. Hodaka po szamotaninie ze stróżami prawa ucieka na dach świątyni, z której zostaje przeniesiony wysoko do nieba, ponad chmurę cumulonimbus, gdzie odnajduje Hinę. Chłopak sprowadza ją z powrotem na ziemię, wraz z niekończącym odtąd się deszczem.
Ich drogi rozchodzą się. Hodaka trafia przed sąd, który postanawia dać mu drugą szansę i odsyła go do domu. Hina i Nagi zostają w Tokio, które z każdym dniem staje się coraz bardziej zalane.
Trzy lata później, po ukończeniu liceum na rodzinnej wyspie, pełnoletni już Hodaka wraca do Tokio. Wynajmuje mieszkanie i odwiedza pana Sugę, który zdołał rozkręcić swój biznes. Następnie, po chwilach wahania udaje się w kierunku domu Hiny. Spotyka ją na ulicy, pogrążoną w modlitwie. Dziewczyna z radością rzuca mu się w ramiona.

## Bohaterowie
- Hodaka Morishima (jap. 森嶋 帆高 Morishima Hodaka) – 16-letni uczeń szkoły średniej, który ucieka ze swojej rodzinnej wyspy i wyjeżdża do Tokio, gdzie znajduje pracę jako asystent w małej firmie wydawniczej.

Seiyū: Kotaro Daigo 
- Hina Amano (jap. 天野 陽菜 Amano Hina) – 15-letnia dziewczyna, która po śmierci matki mieszka jedynie z młodszym bratem. Udaje, że ma 18 lat aby zdobyć pracę. Pewnego dnia w opuszczonej świątyni szintoistycznej zyskuje moc zmiany pogody.

Seiyū: Nana Mori 
- Keisuke Suga (jap. 須賀 圭介 Suga Keisuke) – pisarz, który ratuje Hodakę przed utonięciem, a później zatrudnia go jako asystenta. Jest wdowcem, który stara się o prawo do opieki nad córeczką.

Seiyū: Shun Oguri 
- Natsumi (jap. 夏美) – bratanica Sugi, która pomaga mu w prowadzeniu firmy i jednocześnie szuka stałej pracy.

Seiyū: Tsubasa Honda 
- Fumi (jap. 冨美) – starsza kobieta, którą odwiedzają Hodaka i Hina, aby sprowadzić pogodę.

Seiyū: Chieko Baisho 
- Nagi Amano (jap. 天野 凪 Amano Nagi) – młodszy brat Hiny. Mimo że ciągle chodzi do podstawówki ma kilka dziewczyn, czym imponuje Hodace.

Seiyū: Sakura Kiryuu 
- Yasui (jap. 安井) – stara, doświadczona policjantka.

Seiyū: Sei Hiraizumi 
- Takai (jap. 高井) – młody policjant, partner Yasui.

Seiyū: Yūki Kaji 
- Ayane (jap. アヤネ)

Seiyū: Ayane Sakura 
- Kana (jap. カナ)

Seiyū: Kana Hanazawa 
- Mitsuha Miyamizu (jap. 宮水 三葉 Miyamizu Mitsuha)

Seiyū: Mone Kamishirashi 
- Taki Tachibana (jap. 立花 瀧 Tachibana Taki)

Seiyū: Ryūnosuke Kamiki 
Ponadto w filmie pojawiają się w formie cameo także Taki i Mitsuha, dwie główne postaci z poprzedniego filmu produkcji Shinkaia, zatytułowanego Kimi no na wa..

## Produkcja
2 sierpnia 2018 Makoto Shinkai zapowiedział produkcję nowego filmu, którego premiera zaplanowana została na 2019 rok. Obsadę produkcyjną filmu obejmowali: Masayoshi Tanaka (projektant postaci), Atsushi Tamura (reżyser animacji) i Hiroshi Takiguchi (dyrektor artystyczny). Film został wyprodukowany przy użyciu oprogramowania do tworzenia scenariuszy i przedprodukcji Toon Boom Storyboard Pro.

### Casting
Ponad 2000 osób wzięło udział w castingu do ról dwóch głównych bohaterów filmu. Ostatecznie wybrano Kotaro Daigo i Nanę Mori. Pozostałe kluczowe role zostały obsadzone osobami pracującymi wcześniej przy produkcji Kimi no na wa. 29 maja 2019 ogłoszono dodatkową obsadę: Shun Oguri (Keisuke Suga), Tsubasa Honda (Natsumi), Chieko Baisho (Tomi), Sakura Kiryuu (Nagisa Amano), Sei Hiraizumi (Yasui) i Yūki Kaji (Takai).

### Nagrania
27 kwietnia 2019 ogłoszono, że Kotaro Daigo (Hodaka Morishima) i Nana Mori (Hina Amano) zaczęli nagrania swoich ról.

### Muzyka
Muzykę do filmu skomponował zespół Radwimps, z którym Shinkai współpracował wcześniej przy tworzeniu oprawy muzycznej do Kimi no na wa.. W trakcie powstawania Tenki no ko reżyser odbył wiele spotkań z zespołem już na etapie prac nad scenariuszem. W filmie wykorzystanych jest kilka kompozycji tego zespołu – jedną z nich jest utwór „Ai ni dekiru koto wa mada aru kai” (jap. 愛にできることはまだあるかい), wykorzystany jako motyw przewodni filmu. Kolejny utwór, „Grand Escape” (jap. グランドエスケープ Gurando Esukēpu), w którym gościnnie wystąpiła Tōko Miura. Inne utwory wykorzystane w filmie to m.in. „Kaze-tachi no koe” (jap. 風たちの声), „Shukusai” (jap. 祝祭) oraz „Daijōbu” (jap. 大丈夫).
Album ze ścieżką dźwiękową do filmu został wydany 19 lipca 2019 nakładem wytwórni Universal Music Japan. Album zajął 2. miejsce w notowaniu Japan Albums Oriconu i 1. miejsce w notowaniach tygodnika „Billboard” (Japan Hot Albums oraz Japan Top Albums Sales). W lipcu 2019 album uzyskał status złotej płyty Recording Industry Association of Japan.

## Promocja filmu
13 grudnia 2018 podczas konferencji prasowej ogłoszono, że premiera filmu odbędzie się 19 lipca 2019. Pierwszy zwiastun filmu został opublikowany w serwisie YouTube 10 kwietnia, na 100 dni przed premierą, zaś drugi – 28 maja. Producent filmu, Genki Kawamura, zaprezentował film podczas corocznego Międzynarodowego Festiwalu Filmów Animowanych w Annecy – początkowa scena była transmitowana na antenie TV Asahi.
Przed premierą filmu w Japonii, przedsiębiorstwo Uniqlo wypuściło specjalne koszulki z projektami inspirowanymi Tenki no ko i poprzednimi filmami Makoto Shinkaia. Film był promowany przez wiele korporacji m.in. SoftBank, Suntory, Baitoru w różnych spotach telewizyjnych. Podczas gdy film był puszczany w japońskich kinach, rozpoczęto sprzedaż produktów spożywczych inspirowanych filmem w sieci sklepów Lawson.

## Premiera filmu
Premiera filmu odbyła się 19 lipca 2019 o godzinie 9.00 w 359 kinach w całej Japonii. W tokijskiej dzielnicy Shinjuku oraz w dystrykcie Umeda w Osace premiera odbyła się w nocy z 18 na 19 lipca. 20 września na oficjalnej stronie filmu ogłoszono, że od 27 września film będzie również emitowany w formacie 4DX oraz MX4D.
11 lipca 2019 ogłoszono, że film będzie puszczany również w 140 krajach w Ameryce, Europie i Azji.
25 lipca 2020 podano do wiadomości, że 31 lipca film zostanie udostępniony na platformie Netflix.

### Premiera filmu za granicą
| Państwo           | Dystrybutor                     | Data premiery        | Źródło                      |
| ----------------- | ------------------------------- | -------------------- | --------------------------- |
| Hongkong          | EDKO Films                      | 8 sierpnia 2019      | [ 45 ]                      |
| Indonezja         | Encore Films                    | 21 sierpnia 2019     | [ 46 ] [ 47 ]               |
| Wietnam           | Encore Films                    | 30 sierpnia 2019     | [ 48 ]                      |
| Malezja           | Encore Films                    | 5 września 2019      | [ 49 ]                      |
| Brunei            | Encore Films                    | 5 września 2019      | [ 49 ]                      |
| Singapur          | Encore Films                    | 12 września 2019     | [ 50 ]                      |
| Filipiny          | Pioneer Films                   | 28 sierpnia 2019     | [ 51 ] [ 52 ]               |
| Indie             | PVR Pictures, BookMyShow, Vkaao | 11 października 2019 | [ 53 ]                      |
| Korea Południowa  | CJ CGV                          | 30 października 2019 | [ 54 ]                      |
| Rosja             | Volga Film Company              | 31 października 2019 | [ 55 ]                      |
| Ukraina           | Volga Film Company              | 31 października 2019 | [ 56 ]                      |
| Tajlandia         | Major Group                     | 5 września 2019      | [ 57 ]                      |
| Chiny             |                                 | 1 listopada 2019     | [ 58 ] [ 59 ]               |
| Stany Zjednoczone | GKIDS                           | 17 stycznia 2020     | [ 60 ] [ 61 ] [ 62 ] [ 63 ] |
| Wielka Brytania   | Anime Limited                   | 17 stycznia 2020     | [ 64 ] [ 65 ] [ 66 ]        |
| Irlandia          | Anime Limited                   | 17 stycznia 2020     | [ 64 ] [ 65 ] [ 66 ]        |
| Włochy            | Dynit, Nexo Digital             | 14 października 2019 | [ 67 ]                      |
| Hiszpania         | Selecta Visión                  | 29 listopada 2019    | [ 68 ] [ 69 ] [ 70 ]        |
| Francja           | Anime Limited, BAC Films        | 8 stycznia 2020      | [ 71 ]                      |
| Australia         | Madman Entertainment            | 22 sierpnia 2019     | [ 72 ]                      |
| Nowa Zelandia     | Madman Entertainment            | 22 sierpnia 2019     | [ 72 ]                      |
| Niemcy            | Universum Film                  | 16 stycznia 2020     | [ 73 ]                      |
| Portugalia        | Big Picture Films               | 20 lutego 2020       | [ 74 ]                      |
| Meksyk            | Cinépolis                       | 10 kwietnia 2020     | [ 75 ]                      |
| Finlandia         | Cinema Mondo                    | 13 marca 2020        | [ 76 ]                      |
| Bliski Wschód     | Front Row Filmed Entertainment  | 10 września 2020     | [ 77 ]                      |

## Odbiór
W ciągu trzech dni od premiery filmu sprzedano 1 159 020 biletów, co przełożyło się na przychód na poziomie 1 643 809 400 jenów i tym samym ustanowiono nowy rekord, przebijając wynik filmu Kimi no na wa. (1 277 960 000 jenów).
Według stanu na 25 sierpnia 2019 sprzedano 8 milionów biletów; przychód ze sprzedaży wyniósł 10 730 000 000 jenów. 8 listopada film osiągnął przychód na poziomie 14,19 miliarda jenów, plasując się na 13. miejscu najlepiej zarabiających filmów w Japonii wszech czasów.

### Krytyka
Przed premierą film otrzymywał pozytywne recenzje. Serwis Rotten Tomatoes poinformował, że na podstawie 22 recenzji krytyków średnia ocena filmu wynosi 7,32/10 (stan na maj 2020).
Brian Ashcraft z serwisu Kotaku wspomniał, że „fragmenty filmu są niesamowicie poruszające i przeplatają wierzenia sintoizmu ze współczesnymi modlitwami i odprawianiem rytuałów przed bogiem pogody”, ale później napisał, że „największym problemem, jaki ma Tenki no ko: to kontynuacja Kimi no na wa.”.
Daryl Harding z serwisu Crunchyroll chwalił światowy aspekt filmu, stwierdzając, że Shinkai trzyma rękę na pulsie współczesnej atmosfery Tokio, ale skrytykował podobieństwo między Tenki no ko a Kimi no na wa.
Kim Morrissy z Anime News Network również pozytywnie oceniła film, chwaląc jego grafikę i wykorzystanie pogody do przekazania metafory opowieści, ale krytykując realizację w drugiej połowie filmu; napisała, że „Shinkai był wyraźnie ograniczony potrzebą dopasowania swojej historii do konkretnego szablonu, który nie wydawał się tym razem pasować do fabuły”.
Ollie Barder, pisząc dla Forbesa, opisał animację Tenki no ko jako „niesamowitą” i uznał jej zdolność do wprowadzenia „Tokio do życia w wyjątkowo namacalny sposób”. Później chwalił Shinkaia za sposób przedstawiania „dzikiej przyrody i naturalistycznych widoków”.
James Marsh z The South China Morning Post chwalił film za jego animację, ale skrytykował go za brak „jasności widzenia widzianego w Kimi no na wa.”. Opisał fabułę jako prostszą niż Kimi no na wa., ale stwierdził, że pewne wątki fabuły pozostały nierozwiązane.
Alicia Haddick dla portalu Otaquest chwaliła próby odróżnienia się filmu od wcześniejszych prac Makoto Shinkaia, a także jego animację, historię i muzykę, ale stwierdziła, że jego zależność od struktury jego ostatniego filmu zaszkodziła całemu filmowi i że twórcy nowego filmu, w tym muzycy zespołu Radwimps, w zbyt znacznym stopniu naśladowali zabiegi stylistyczne użyte w Kimi no na wa., pozostawiając widzów z odczuciem déjà vu.
Terence Toh, pisząc dla The Star, chwalił bohaterów i historię filmu, mówiąc: „Tenki no ko może pochwalić się wspaniałymi wizualnymi i sympatycznymi postaciami. Opowieść jest również jak deszcz”.

## Nagrody i wyróżnienia
| Rok  | Ceremonia                            | Kategoria                                                                  | Nominowany                                            | Rezultat  | Źródło          |
| ---- | ------------------------------------ | -------------------------------------------------------------------------- | ----------------------------------------------------- | --------- | --------------- |
| 2019 | Asia Pacific Screen Awards           | Najlepszy film animowany                                                   | Tenki no ko                                           | Wygrana   | [ 88 ]          |
| 2019 | Animation is Film Festival           | Nagroda publiczności                                                       | Tenki no ko                                           | Wygrana   | [ 89 ]          |
| 2019 | Scotland Loves Anime                 | Nagroda publiczności                                                       | Tenki no ko                                           | Wygrana   | [ 90 ]          |
| 2019 | Utopiales                            | Nagroda publiczności                                                       | Tenki no ko                                           | Wygrana   | [ 91 ]          |
| 2019 | Hochi Film Award                     | Najlepszy obraz animowany                                                  | Tenki no ko                                           | Wygrana   | [ 92 ] [ 93 ]   |
| 2019 | Hochi Film Award                     | Najlepszy reżyser                                                          | Makoto Shinkai                                        | Nominacja | [ 92 ] [ 93 ]   |
| 2019 | Mainichi Film Awards                 | Najlepszy film animowany                                                   | Tenki no ko                                           | Nominacja | [ 94 ] [ 95 ]   |
| 2019 | Mainichi Film Awards                 | Najlepsza muzyka                                                           | Radwimps                                              | Wygrana   | [ 94 ] [ 95 ]   |
| 2019 | Florida Film Critics Awards          | Najlepszy film animowany                                                   | Tenki no ko                                           | Nominacja | [ 96 ]          |
| 2019 | Satellite Awards                     | Najlepsza funkcja animowana lub mieszana                                   | Tenki no ko                                           | Nominacja | [ 97 ]          |
| 2020 | Annie Awards                         | Najlepsza animowana funkcja niezależna                                     | Tenki no ko                                           | Nominacja | [ 98 ]          |
| 2020 | Annie Awards                         | Wybitne osiągnięcie dla efektów animowanych w produkcji animowanej         | Hidetsugu Itō, Yuko Nakajima, Jumi Lee, Ryōsuke Tsuda | Nominacja | [ 98 ]          |
| 2020 | Annie Awards                         | Wybitne osiągnięcie w reżyserii filmu animowanego                          | Makoto Shinkai                                        | Nominacja | [ 98 ]          |
| 2020 | Annie Awards                         | Wybitne osiągnięcie w dziedzinie pisania w animowanej produkcji fabularnej | Makoto Shinkai                                        | Nominacja | [ 98 ]          |
| 2020 | Blue Ribbon Awards                   | Najlepszy film                                                             | Tenki no ko                                           | Nominacja | [ 99 ]          |
| 2020 | Blue Ribbon Awards                   | Najlepszy reżyser                                                          | Makoto Shinkai                                        | Nominacja | [ 99 ]          |
| 2020 | Tokyo Anime Award Festival           | Film anime roku                                                            | Tenki no ko                                           | Wygrana   | [ 100 ]         |
| 2020 | Tokyo Anime Award Festival           | Najlepszy reżyser                                                          | Makoto Shinkai                                        | Wygrana   | [ 100 ]         |
| 2020 | Anime Trending Awards                | Najlepszy film anime roku                                                  | Tenki no ko                                           | Wygrana   | [ 101 ] [ 102 ] |
| 2020 | Japan Media Arts Festival Awards     | Wpływ społeczny                                                            | Tenki no ko                                           | Wygrana   | [ 103 ]         |
| 2020 | Nagroda Japońskiej Akademii Filmowej | Animacja roku                                                              | Tenki no ko                                           | Wygrana   | [ 104 ]         |
| 2020 | Nagroda Japońskiej Akademii Filmowej | Wybitne osiągnięcie w muzyce                                               | Radwimps                                              | Wygrana   | [ 104 ]         |
| 2021 | Robert Awards                        | Najlepszy film nieanglojęzyczny                                            | Tenki no ko                                           | Nominacja | [ 105 ]         |

## Adaptacje

### Light novel
30 kwietnia 2019 reżyser Makoto Shinkai poinformował, że zakończył prace nad light novel, która została wydana 18 lipca nakładem wydawnictwa Kadokawa Shoten pod imprintem Kadokawa Bunko, dzień przed premierą filmu w Japonii. W grudniu 2019 ogłoszono, że łączny nakład powieści wyniósł pół miliona egzemplarzy.
20 grudnia 2019 Makoto Shinkai za swoją light novel otrzymał nagrodę Noda Publishing Culture przyznawaną przez wydawnictwo Kōdansha.

### Manga
25 lipca 2019 rozpoczęła się publikacja mangi, do której rysunki wykonał Watabi Kubota. Seria ta publikowana była na łamach magazynu „Afternoon” wydawnictwa Kōdansha, zaś pierwszy tankōbon został wydany 22 listopada tego samego roku. 22 lipca 2020 podano do wiadomości, że serializacja zakończy się w sierpniu, co stało się faktem 25 sierpnia. Wcześniej, 23 czerwca wraz z premierą drugiego tomu ogłoszono, że w październiku zostanie wydany ostatni, trzeci tom, a także podano do wiadomości, że liczba sprzedanych egzemplarzy osiągnęła 10 milionów. W późniejszym czasie doprecyzowana została data premiery, tym razem datowana na 23 października.
Polskie wydanie mangi zostało zapowiedziane 24 kwietnia 2021 przy okazji odbywającego się Wiosennego Festiwalu Mangowego w sieci sklepów Yatta.pl, natomiast pierwszy tom został wydany 1 lipca. Kolejne z nich ukazały się odpowiednio 25 października 2021 oraz 1 lutego 2022. Manga ukazywała się nakładem wydawnictwa Studio JG pod tytułem Dziecię słońca i deszczu, który ogłoszony został 18 czerwca.
| Nr | Język japoński       | Język japoński         | Język polski         | Język polski           |
| Nr | Data wydania         | ISBN                   | Data wydania         | ISBN                   |
| -- | -------------------- | ---------------------- | -------------------- | ---------------------- |
| 1  | 22 listopada 2019    | ISBN 978-4-06-517514-9 | 1 lipca 2021         | ISBN 978-83-8001-752-8 |
| 2  | 23 czerwca 2020      | ISBN 978-4-06-519396-9 | 25 października 2021 | ISBN 978-83-8001-813-6 |
| 3  | 23 października 2020 | ISBN 978-4-06-520968-4 | 1 lutego 2022        | ISBN 978-83-8001-874-7 |